# Jasna Šekarić
Jasna Šekarić (Servisch: Јасна Шекарић) (Belgrado, 17 december 1965) is een Servische vrouwelijke ex-schutter. In 1988 won ze de gouden medaille op de tien-meter-luchtpistool.
Šekarić werd in 1990, 1994 en 2005 verkozen tot beste schutter van het jaar ter wereld en werd zelfs schutter van het millennium in 2000. Ook werd ze driemaal Wereldkampioen (Boedapest 1987, Sarajevo 1989 en Milaan 1994) en vijfmaal Europees kampioen (Espoo 1986, Manchester 1991, Boedapest 1992, Boedapest 1996 en Belgrado 2005).
In 2008 werd ze Olympisch vlaggendrager voor Servië.

## Olympische medailles
- Seoel 1988 (deelnemer voor Joegoslavië)
  -  - 10 meter luchtpistool
  -  - 25 meter pistool

- Barcelona 1992 (onafhankelijk deelnemer)
  -  - 10 meter luchtpistool

- Sydney 2000 (deelnemer voor Joegoslavië)
  -  - 10 meter luchtpistool

- Athene 2004 (deelnemer voor Servië en Montenegro)
  -  - 10 meter luchtpistool